# Chiloda(Naroda)
Chiloda(Naroda) là một thị trấn thống kê (census town) của quận Gandhinagar thuộc bang Gujarat, Ấn Độ.

## Nhân khẩu
Theo điều tra dân số năm 2001 của Ấn Độ, Chiloda(Naroda) có dân số 4457 người. Phái nam chiếm 55% tổng số dân và phái nữ chiếm 45%. Chiloda(Naroda) có tỷ lệ 65% biết đọc biết viết, cao hơn tỷ lệ trung bình toàn quốc là 59,5%: tỷ lệ cho phái nam là 76%, và tỷ lệ cho phái nữ là 51%. Tại Chiloda(Naroda), 15% dân số nhỏ hơn 6 tuổi.